# Нугаев, Наджиб Нугманович
Наджи́б Нугма́нович Нуга́ев (1910, Старая Кулатка, Саратовская губерния — 6 мая 1946, Шахрисабз, Кашкадарьинская область) — младший сержант Рабоче-крестьянской Красной Армии, участник Великой Отечественной войны, Герой Советского Союза (1943).

## Биография
Наджиб Нугаев родился в 1910 году в селе Старая Кулатка (ныне — Ульяновская область). После окончания сельской школы работал сначала на родине, затем в городах Шахрисабз, Бухара и Термез Узбекской ССР. В октябре 1941 года Нугаев был призван на службу в Рабоче-крестьянскую Красную Армию. С мая 1943 года — на фронтах Великой Отечественной войны, был наводчиком 76-миллиметрового орудия 1669-го истребительно-противотанкового артиллерийского полка 7-й гвардейской армии Степного фронта. Отличился во время битвы за Днепр.
5 октября 1943 года расчёт Нугаева участвовал в отражении немецкой контратаки на плацдарме на западном берегу Днепра в районе села Бородаевка Верхнеднепровского района Днепропетровской области Украинской ССР, уничтожив 4 вражеских танка. В том бою Нугаев получил ранение, но продолжал сражаться.
Указом Президиума Верховного Совета СССР от 26 октября 1943 года за «успешное форсирование Днепра и удержание плацдарма на правом берегу» младший сержант Наджиб Нугаев был удостоен высокого звания Героя Советского Союза с вручением ордена Ленина и медали «Золотая Звезда» за номером 3366.
В одном из последующих боёв Нугаев получил тяжёлое ранение, долго лечился в госпитале и после выписки был демобилизован по ранению. Проживал и работал в Шахрисабзе. Скоропостижно умер 6 мая 1946 года от последствий полученных на фронте ранений, похоронен в Шахрисабзе.
Был также награждён медалью.
В честь Нугаева названа улица и установлен бюст в Шахрисабзе, а его орудие установлено около музея в городе Коростень.